# Brooms and Dustpans
Brooms and Dustpans è un cortometraggio muto del 1912. Il nome del regista non viene riportato. È il primo film come attore di Lawrence B. McGill, che girò con l'Eclair American anche come regista. L'interprete principale era Dorothy Gibson, una famosa modella che si era data al cinema l'anno precedente e che fu una dei sopravvissuti del naufragio del Titanic.

## Produzione
Il film fu prodotto dall'Eclair American.

### Cast
- Dorothy Gibson (1889-1946) -  L'attrice, imbarcata sul Titanic con la madre, riuscì a salvarsi e diventò universalmente celebre girando una sorta di instant movie dal titolo Salvata dal Titanic che venne distribuito appena un mese dopo il naufragio. Brooms and Dustpans uscì alla fine di marzo, due settimane prima del naufragio del piroscafo.

## Distribuzione
Distribuito dalla Motion Picture Distributors and Sales Company, il film - un cortometraggio in una bobina - uscì nelle sale cinematografiche statunitensi il 28 marzo 1912.